# 広瀬剛進
広瀬 剛進（ひろせ つよし、1982年5月9日 - ）は、日本の俳優。宮城県出身。趣味、特技はサッカー、乗馬、古武術。Emem所属。

## 出演
- フライ,ダディ,フライ
- 野ブタ。をプロデュース
- スケバン刑事 コードネーム=麻宮サキ
- 医療少年院物語
- 相棒 SEASON7 第12話
- 非婚同盟 第24話
- Q.E.D. 証明終了 第8話
- ろくでなしBLUES 第10.11.12話
- BUNGO2~人妻
- 遺体 明日への十日間
- LEGENDS STADIUM 2014 FIFA World Cup公式動画配信サイト＆アプリ
- 相棒 SEASON14 第16話